# 패트릭 무어
패트릭 무어(영어: Patrick Moore, 1923년 3월 4일 ~ 2012년 12월 9일)은 영국의 작가이자 사회자, 천문학자이다. 천문학을 다루는 작가, 라디오 해설자, 텔레비전 프로그램 진행자로서 뚜렷한 입지를 구축하였다.
그는 영국 천문협회(British Astronomical Association)의 전 회장이었고 대중 천문학 학회(Society for Popular Astronomy, SPA)의 공동 설립자이자 회장이었으며, 70권이 넘는 저서를 남겼다.
아마추어 천문가로서 달 관측 전문가로 콜드웰 목록(Caldwell catalogue)의 작성으로 유명해졌으며, 세계 최장수 텔레비전 프로그램 중 하나인 BBC의 《스카이 앳 나이트》(The Sky at Night)의 진행자로 빠른 어투와 단안경 등의 특징으로 인기를 끌었다.

## 서훈
- 1968년 대영 제국 훈장 4등급(OBE) 수훈[4]
- 1988년 대영 제국 훈장 3등급(CBE) 수훈[5]
- 2001년 기사작위(Knight Bachelor) 서임[6]